# Jarosite
La jarosite est une espèce minérale constituée d'hydroxy-sulfate de fer et de potassium de formule K+Fe3+3(OH−)6(SO42−)2 avec des traces de sodium, d'argent et de plomb. Elle est parfois confondue avec la limonite ou la goethite, qui sont fréquentes dans les zones altérées de type chapeau de fer. Les cristaux peuvent atteindre jusqu'à 25 cm. La jarosite est très fortement pyroélectrique.
Il ne faut pas la confondre avec la jarošite (yarroshite ...), une forme de kirovite (mélantérite).

## Historique de la description et appellations

### Inventeur et étymologie
La jarosite a été décrite pour la première fois par le minéralogiste allemand Rammelsberg sous le nom de Gelbeisenerz, dès 1838, par Haidinger sous le nom de Misy en 1845, puis par Hausmann en 1847 sous le nom de Vitriolgelb; c'est la description de  Johann August Friedrich Breithaupt en 1852 qui fait référence. Le nom dérive du topotype.

### Topotype
- Ravine Jaroso, dans la Sierra Almagrera, dans la province d'Almería en Espagne[6].
- Les échantillons types sont conservés à l'Académie des Mines de Freiberg, Saxe Allemagne - N°17.966.

### Synonymes
- Antunezite ;
- Leucantérite (Shepard 1857) : nom proposé pour une forme pulvérulente de jarosite trouvée dans le Tennessee (États-Unis)[7] ;
- Moronolite (Shepard 1857)[8] ;
- Utahite [9].

## Variétés et mélanges
- Calcio-jarosite : Jarosite riche en calcium de formule idéale CaFe6(SO4)4(OH)12
- Kolosorukite (Weisbach 1875) : variété de jarosite pauvre en fer initialement décrite à Korozluky (Kolosoruk; qui a inspiré le nom) , Most, Région d'Ústí, Bohème, Tchéquie[10].

### Cristallochimie
- La jarosite est un analogue de l'alunite, qui est un sulfate hydraté de potassium et d'aluminium, et non de fer.
- Elle forme une série avec la natrojarosite.
- Elle fait partie du groupe de l'alunite.
- Elle forme un sous-groupe — le sous-groupe de la jarosite — dont elle est le chef de file et qui comprend des minéraux de structure analogue. Dans ce sous-groupe figurent :
  - Ammoniojarosite : (NH4)Fe3(SO4)2(OH)6  R 3m 3m
  - Argentojarosite : AgFe3(SO4)2(OH)6  R 3m 3m
  - Beaverite : PbCu(Fe,Al)2(SO4)2(OH)6  R 3m 3m
  - Dorallcharite : (Tl,K)Fe3(SO4)2(OH)6  R 3m 3 2/m
  - Hydroniumjarosite : (H3O)Fe3(SO4)2(OH)6  R 3m 3m
  - Jarosite : KFe3(SO4)2(OH)6  R 3 3
  - Natrojarosite : NaFe3(SO4)2(OH)6  R 3m 3m
  - Plumbojarosite : PbFe6(SO4)4(OH)12  R 3m 3 2/m

### Cristallographie
- Paramètres de la maille conventionnelle : a = 7,21, c = 17,03, Z = 3 ; V = 766,68.
- Densité calculée= 3,25.

## Gîtes et gisements

### Gîtologie et minéraux associés
- Elle se forme naturellement par oxydation des sulfures de fer. C'est également un sous-produit fréquent de la purification du zinc, souvent associé aux environnements de drainage minier acide.
- De la jarosite a été détectée sur la planète Mars en 2004 par le rover Opportunity dans la région de Meridiani Planum, ce qui est considéré comme la preuve de l'existence passée d'abondantes quantités d'eau liquide sur cette planète.

Les minéraux qui lui sont souvent associés sont : alunite, pyrite.

## Exploitation des gisements

### Applications en science des matériaux
« Jarosite » est également un terme plus générique désignant une large famille de composés de la forme A+M3+3(OH−)6(SO42−)2, où :
- A+ désigne les cations Na+, K+, Rb+, NH4+, H3O+, Ag+ et Tl+

- M3+ désigne les cations Fe3+, Cr3+ et V3+.

En physique de la matière condensée et en science des matériaux, ces composés sont connus pour leur structure trihexagonale dite en réseau kagomé, formé de triangles arrangés de telle sorte que chaque nœud est entouré de quatre nœuds voisins, et qui présentent un intérêt particulier en magnétisme car leur géométrie interdit de satisfaire en même temps les interactions antiferromagnétiques entre les cations occupant les trois nœuds d'un triangle, ce qu'on appelle la frustration géométrique.